# Bots (band)

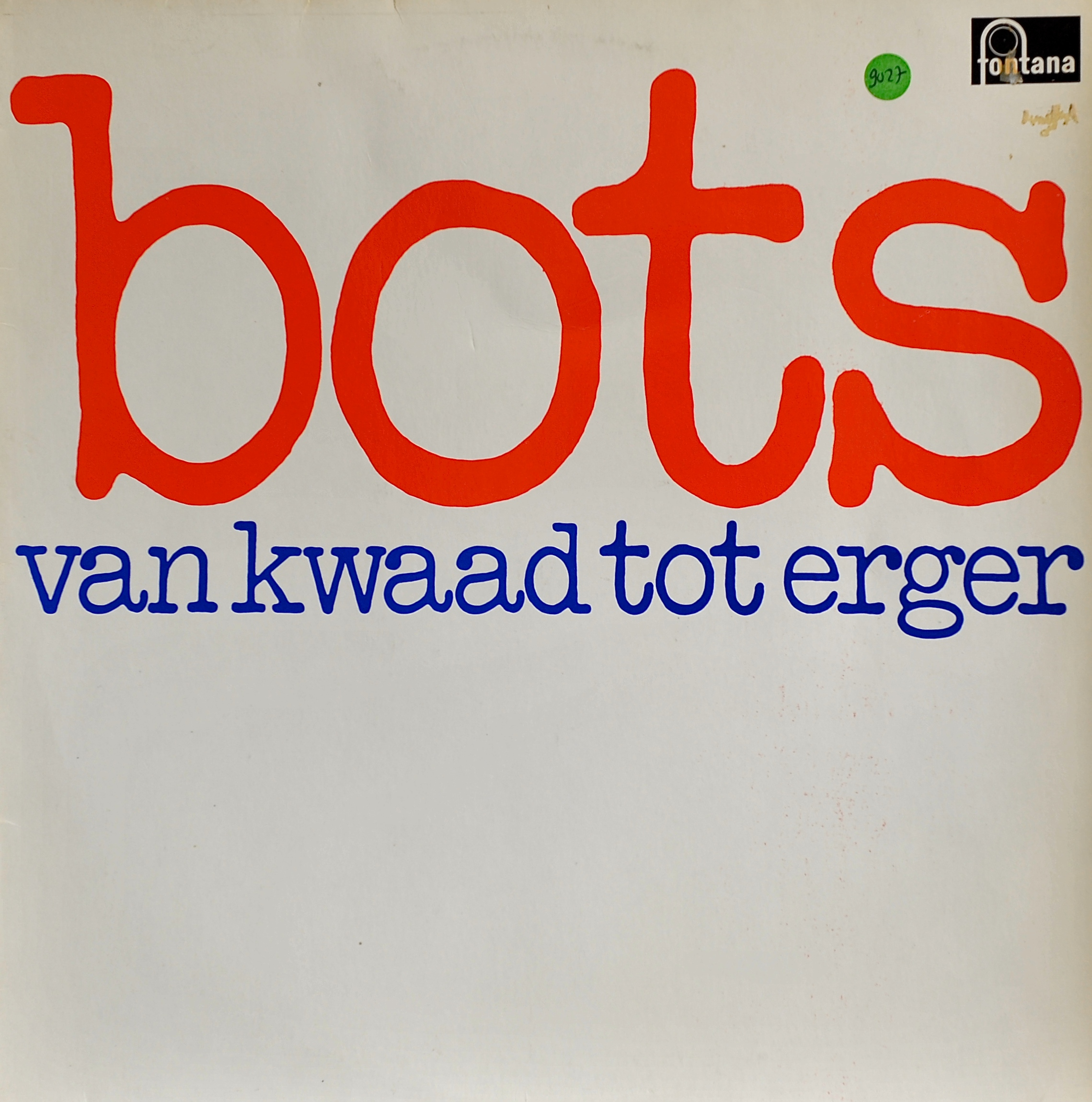
Hoes van de LP Van Kwaad tot Erger

Bots is een Nederlandse band die in 1974 is opgericht, toen Hans Sanders aan de Sociale academie te Eindhoven studeerde. Andere leden van het eerste uur waren Bonkie Bongaerts, Sjors van de Molengraft, Noutd Janssen en Floris Teunissen van Manen. De eerste albums werden geproduceerd door Peter Koelewijn. Sanders en Koelewijn speelden daarvoor samen in de popgroep 4 pk. De nummers van de band stonden steevast in het teken van (links) politiek activisme. Zelf betitelden zij hun genre als "strijdcultuur".

## Geschiedenis
De groep kwam voort uit uitgesproken linkse milieus, wat doorklonk in de maatschappijkritische (soms radicale) teksten, en verwierf met name bekendheid door de hit Zeven dagen lang uit 1976. In Duitsland (niet alleen in West-, maar ook in de DDR) verwierf de band een grotere populariteit, niet alleen met Sieben Tage lang maar vooral ook met Das weiche Wasser, een protestlied tegen de plaatsing van kruisraketten begin jaren tachtig.
Vanaf 2003 stond Bots weer op de planken. Na een lange adempauze begon Sanders toen met het schrijven aan een nieuw Bots-album. In januari 2005 kwam alvast de nieuwe single uit: een remake van het liedje "Je voelt pas nattigheid als je droog komt te staan". Bots was nog steeds een veelgevraagde formatie. In binnen- en buitenland deed het in een vernieuwde formatie spelende Bots regelmatig popfestivals aan.
In 2005 werd samen met rapper Ali B ter gelegenheid van de Muziek10Daagse een nieuwe versie van Zeven dagen lang opgenomen.
In mei 2007, tijdens de opnames van een nieuwe cd, kreeg zanger Hans Sanders te horen dat hij ongeneeslijk ziek was. Hij had toen vier nummers ingezongen. Er werd besloten dat de cd verder afgemaakt zou worden met gastzangers. Op 3 november 2007 overleed Sanders en de groep maakte vervolgens de opnames aan de hand van Sanders' wensen en instructies af.

## Bezetting
- Bonkie Bongaerts - gitaar, piano, zang
- Frans Meijer - drums
- Hans Sanders - gitaar, zang
- Kees Buenen - gitaar, piano, zang
- Noutd Janssen - basgitaar, zang
- Peter de Vries - basgitaar
- Piet Engel - fluit, saxofoon
- Sjors van de Molengraft - fluit, saxofoon

## Andere muzikanten
- Anton Wannemakers - basgitaar
- Bert Smaak - drums
- Broer Bogaart - drums
- Eric van Donkersgoed - achtergrondzang, gitaar
- Floris Teunissen Van Manen - drums
- George Koenraad - achtergrondzang, drums
- Sjoerd Van Bommel - drums
- Paul Damen - drums
- Marjolein Kempen - fluit
- Rik Polman - zanger

## Discografie

### Albums
- Vallen en opstaan (2014)
- Er is genoeg voor iedereen (2010)
- Was sollen wir denken... (2009)
- Botsproeven (2005)
- Zeven dagen lang (2000)
- Paradijs (1990)
- Bots/Original Tapes (1988)
- Lass die Sterne stehen (1986)
- Schön krank (1983)
- Bots 1975-1980 (1982)
- Entrüstung (1981)
- Aufstehn (1980)
- Je voelt pas nattigheid als je droog komt te staan (1980)
- Wie zwijgt stemt toe (1978)
- Voor God en vaderland  (1976)
- Van kwaad tot erger (1975)

## Algemeen met specificaties
| Jaar | Titel | Format     | Label                   | Opmerking                        |
| ---- | --- | ---------- | ----------------------- | -------------------------------- |
| 1975 | De man / Pro Deo voor de EO | 7"-single  | Fontana                 |                                  |
| 1975 | Lied van de werkende jeugd / Kreupel                                                                                            | 7"-single  | Fontana                 |                                  |
| 1975 | Van kwaad tot erger | 12"-lp     | Fontana                 |                                  |
| 1976 | Voor God en vaderland | 12"-lp     | Fontana                 |                                  |
| 1976 | Zeven dagen lang / Korte metten                                                                                                 | 7"-single  | Fontana                 | Veronica Alarmschijf Hilversum 3 |
| 1977 | Hé, moet je horen / Frikadellen                                                                                                 | 7"-single  | Fontana                 |                                  |
| 1978 | Popmuzikant / Doe de bots | 7"-single  | Fontana                 |                                  |
| 1978 | Wie zwijgt stemt toe | 12"-lp     | Fontana                 |                                  |
| 1980 | Zeg niet dat je van me houdt / Hee hee                                                                                          | 7"-single  | Fontana                 |                                  |
| 1980 | Libanon / Je voelt pas nattigheid als je droog komt te staan                                                                    | 7"-single  | Fontana                 | 6017 067                         |
| 1980 | Je voelt pas nattigheid als je droog komt te staan                                                                              | 12"-lp     | Fontana                 |                                  |
| 1980 | Sieben Tage lang (Zeven dagen lang) / Geburt (De bevalling)                                                                     | 7"-single  | Electrola               |                                  |
| 1980 | Aufstehn | 12"-lp     | Electrola               |                                  |
| 1981 | Sieben Tage lang (Zeven dagen lang) / Montagmorgen (Maandagochtend)                                                             | 12"-single | Musikant                |                                  |
| 1981 | Entrüstung | 12"-lp     | Electrola               |                                  |
| 1983 | Bots 1975 - 1980 | 12"-lp     | Fontana                 |                                  |
| 1983 | Diese Nacht / Das weiche Wasser (Libanon)                                                                                       | 7"-single  | EMI                     |                                  |
| 1983 | Schön krank | 12"-lp     | Musikant                |                                  |
| 1983 | Schön krank / Neue deutsche | 7"-single  | Musikant                |                                  |
| 1986 | Mensch lass die Sterne stehen / Kosten der Lust                                                                                 | 7"-single  | EMI                     |                                  |
| 1986 | Lass die Sterne stehen | 12"-lp     | EMI                     |                                  |
| 1988 | Original tapes / Van kwaad tot erger / Voor God en vaderland                                                                    | cd         | Fontana                 |                                  |
| 1990 | Paradijs | cd         | Free - Free Record Shop |                                  |
| 1991 | Zeven dagen lang / Boerendans                                                                                                   | cd's       | Free - Free Record Shop |                                  |
| 2000 | Zeven dag lang | cd         | Rotation                |                                  |
| 2005 | Botsproeven | cd         | River                   |                                  |
| 2005 | Zeven dagen lang (Bots) / Zeven dagen lang (Bots en Ali B) / Zeven dagen lang (meezingversie) / Zeven dagen lang (meerapversie) | cd's       | River                   |                                  |
| 2009 | Was sollen wir denken ... | cd         | Al Dente Recordz        |                                  |
| 2014 | Vallen en opstaan | cd         | NoMuRe                  | Noutorious Music Records         |

### Hitsingles
| Single met eventuele hitnotering(en) in de Nederlandse Top 40 | Datum van verschijnen | Datum van binnenkomst | Hoogste positie | Aantal weken | Opmerkingen |
| ------------------------------------------------------------- | --------------------- | --------------------- | --------------- | ------------ | ----------- |
| Zeven dagen lang                                              |                       | 19-6-1976             | 23              | 6            |             |

### NPO Radio 2 Top 2000
| Nummer met noteringen in de NPO Radio 2 Top 2000 | '99  | '00 | '01 | '02 | '03 | '04 | '05 | '06 | '07 | '08 | '09  | '10  | '11  | '12  | '13  | '14  |
| ------------------------------------------------ | ---- | --- | --- | --- | --- | --- | --- | --- | --- | --- | ---- | ---- | ---- | ---- | ---- | ---- |
| Zeven dagen lang                                 | 1064 | -   | 750 | 589 | 683 | 719 | 597 | 883 | 581 | 669 | 1626 | 1404 | 1427 | 1366 | 1499 | 1863 |

1. ↑  Een '-' betekent dat het nummer niet was genoteerd en een vetgedrukt getal geeft de hoogste notering aan.
2. ↑  Deze tabel is bijgewerkt tot en met de laatste editie (2024).